# Protracheoniscus politus
Protracheoniscus politus is een pissebed uit de familie Trachelipodidae. De wetenschappelijke naam van de soort is voor het eerst geldig gepubliceerd in 1841 door Koch.